# Hauterive (Yonne)
Hauterive ist eine französische Gemeinde mit 393 Einwohnern (Stand: 1. Januar 2022) im Département Yonne in der Region Bourgogne-Franche-Comté; sie gehört zum Arrondissement Auxerre und zum Kanton Saint-Florentin (bis 2015: Kanton Seignelay).

## Geographie
Hauterive liegt etwa 14 Kilometer nordnordöstlich von Auxerre. Südlich der Ortschaft durchquert der Fluss Serein die Gemeinde. Umgeben wird Hauterive von den Nachbargemeinden Mont-Saint-Sulpice im Norden und Nordosten, Hery im Osten und Südosten, Seignelay im Süden, Beaumont im Westen und Südwesten sowie Ormoy im Nordwesten.

## Geschichte
Bis 1947 hieß die Gemeinde noch Chichy (die Ortschaft liegt im Norden der Gemeinde) und wurde dann in den heutigen Namen (Ortschaft am Serein) umbenannt.

## Bevölkerungsentwicklung
| Jahr                      | 1962 | 1968 | 1975 | 1982 | 1990 | 1999 | 2006 | 2012 |
| Einwohner                 | 249  | 252  | 285  | 252  | 300  | 347  | 416  | 412  |
| Quelle: Cassini und INSEE |      |      |      |      |      |      |      |      |

## Sehenswürdigkeiten

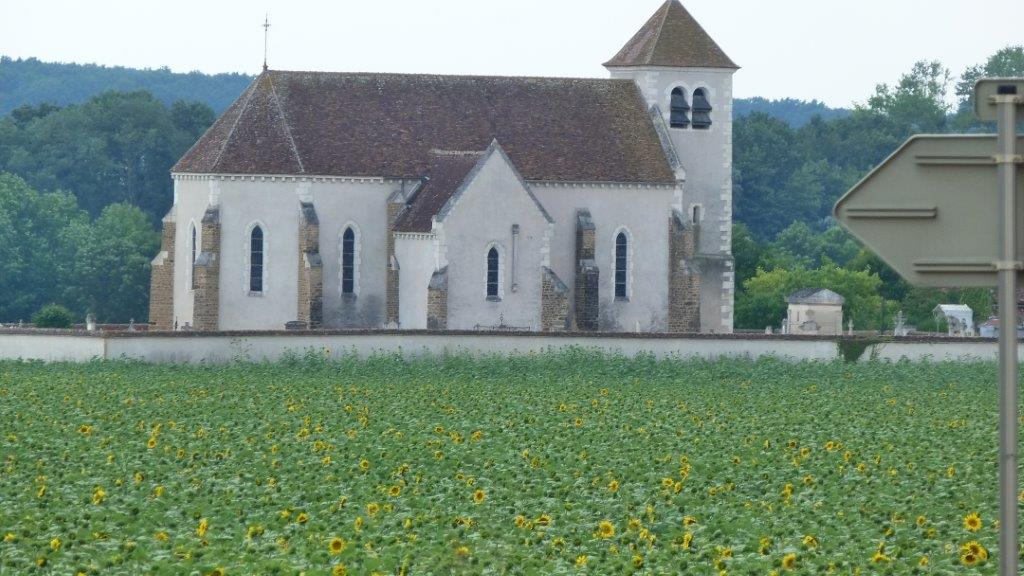
Himmelfahrts-Kirche

- Kirche Notre-Dame-de-l'Assomption (Mariä Himmelfahrt)